# 东爪草属
东爪草属（学名：Tillaea）是景天科下的一个属，为水生或陆生小草。该属共有40种，分布于北半球寒温地带。